# Smygehuk
Smygehuk este un sat și port pescăresc localizat în partea de sud a Suediei, în comitatul Scania, în comuna Trelleborg. Este punctul cel mai sudic al țării. Farul din localitate a fost construit în anul 1883 și are o înălțime de 17 m. După ce a fost nefuncțional pentru o perioadă de timp, farul a fost reaprins în anul 2001. În apropierea portului a fost ridicată o pancartă pe care sunt scrise coordonatele geografice ale punctului. Pe lângă această pancartă există un monument ridicat sub forma unor săgeți care arată distanțele către o serie de capitale europene, precum și către Treriksröset.